# Gran Premio motociclistico di Indianapolis 2009
Il Gran Premio motociclistico di Indianapolis 2009 corso il 30 agosto, è stato il dodicesimo Gran Premio della stagione 2009 e la seconda edizione del Gran Premio svoltasi sul tracciato stradale del circuito di Indianapolis.
Le gare hanno visto vincere: Jorge Lorenzo in MotoGP, Marco Simoncelli nella classe 250 e Pol Espargaró nella classe 125.

## MotoGP

### Schieramento di partenza
| 1ª fila: | 1ª fila: | 1ª fila: | Daniel Pedrosa  | Jorge Lorenzo    | Valentino Rossi |
| 2ª fila: | 2ª fila: | 2ª fila: | Alex De Angelis | Colin Edwards    | Nicky Hayden    |
| 3ª fila: | 3ª fila: | 3ª fila: | Toni Elías      | Andrea Dovizioso | Marco Melandri  |
| 4ª fila: | 4ª fila: | 4ª fila: | James Toseland  | Loris Capirossi  | Randy de Puniet |
| 5ª fila: | 5ª fila: | 5ª fila: | Niccolò Canepa  | Chris Vermeulen  | Mika Kallio     |
| 6ª fila: | 6ª fila: | 6ª fila: | Aleix Espargaró | Gábor Talmácsi   |                 |

### La gara

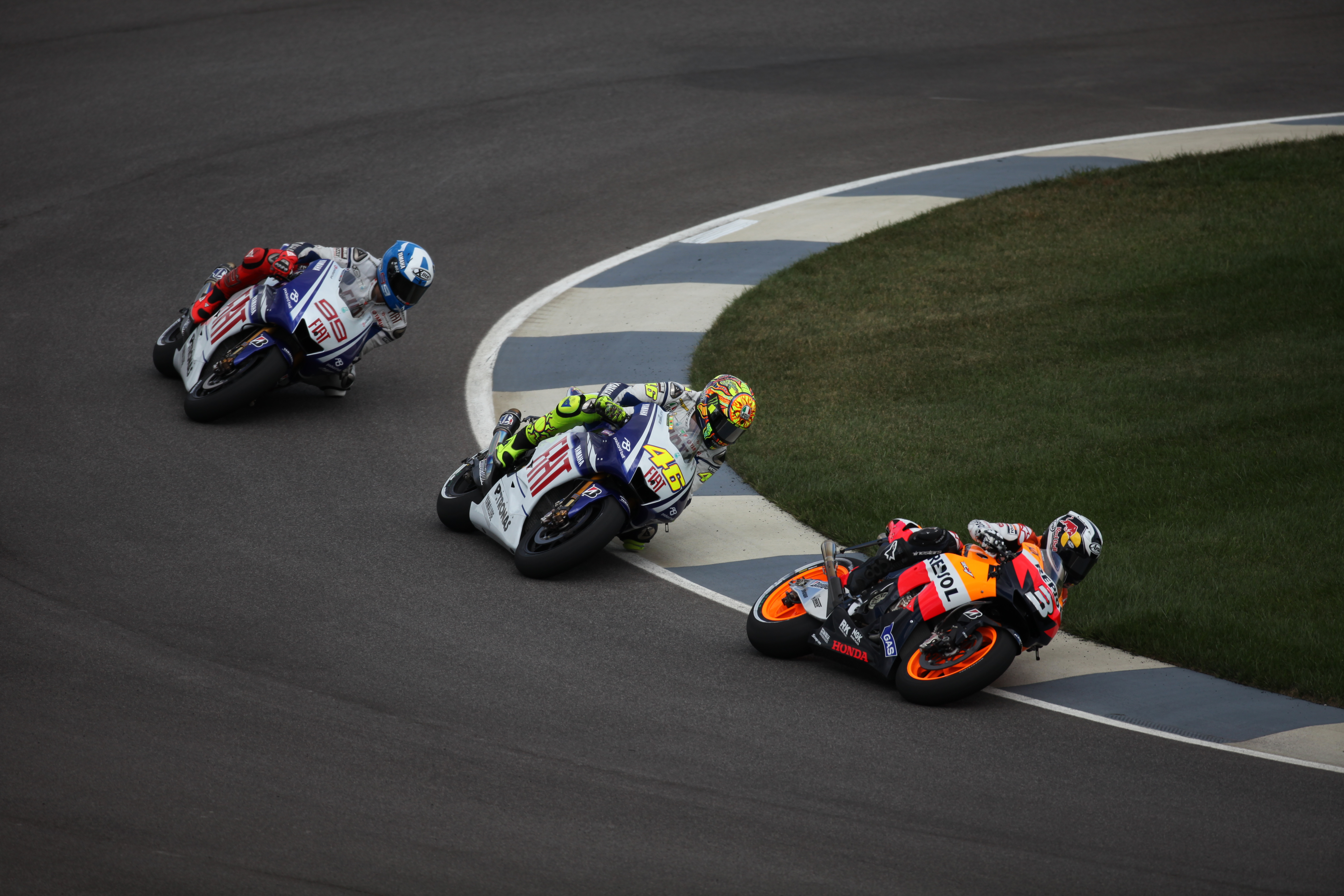
Pedrosa, Rossi e Lorenzo nelle prime fasi di corsa

La gara della MotoGP ha registrato la caduta, nelle fasi iniziali della gara, di due dei tre piloti partiti in prima fila, Daniel Pedrosa e Valentino Rossi; il primo dei due ha ripreso la pista e terminato la gara in decima posizione, il secondo si è invece ritirato ammettendo il giorno successivo che la caduta era stata causata da un suo errore.
Assieme al vincitore Jorge Lorenzo, salgono sul podio il sammarinese Alex De Angelis che raggiunge il suo miglior risultato nella classe regina e Nicky Hayden che conquista a sua volta il miglior risultato nella stagione di debutto a bordo della Ducati.

### Arrivati al traguardo
| Pos | Nº | Pilota           | Squadra                 | Motocicletta | Giri | Tempo     | Griglia | Punti |
| --- | -- | ---------------- | ----------------------- | ------------ | ---- | --------- | ------- | ----- |
| 1   | 99 | Jorge Lorenzo    | Fiat Yamaha             | Yamaha       | 28   | 47:13.592 | 2       | 25    |
| 2   | 15 | Alex De Angelis  | San Carlo Honda Gresini | Honda        | 28   | +9.435    | 4       | 20    |
| 3   | 69 | Nicky Hayden     | Ducati Team             | Ducati       | 28   | +12.947   | 6       | 16    |
| 4   | 4  | Andrea Dovizioso | Repsol Honda            | Honda        | 28   | +13.478   | 8       | 13    |
| 5   | 5  | Colin Edwards    | Monster Yamaha Tech 3   | Yamaha       | 28   | +26.254   | 5       | 11    |
| 6   | 52 | James Toseland   | Monster Yamaha Tech 3   | Yamaha       | 28   | +32.408   | 10      | 10    |
| 7   | 65 | Loris Capirossi  | Rizla Suzuki            | Suzuki       | 28   | +34.400   | 11      | 9     |
| 8   | 36 | Mika Kallio      | Ducati Team             | Ducati       | 28   | +34.856   | 15      | 8     |
| 9   | 24 | Toni Elías       | San Carlo Honda Gresini | Honda        | 28   | +45.005   | 7       | 7     |
| 10  | 3  | Dani Pedrosa     | Repsol Honda            | Honda        | 28   | +45.377   | 1       | 6     |
| 11  | 7  | Chris Vermeulen  | Rizla Suzuki            | Suzuki       | 28   | +45.478   | 14      | 5     |
| 12  | 14 | Randy de Puniet  | LCR Honda               | Honda        | 28   | +52.294   | 12      | 4     |
| 13  | 44 | Aleix Espargaró  | Pramac Racing           | Ducati       | 28   | +1:03.552 | 16      | 3     |
| 14  | 41 | Gábor Talmácsi   | Scot Racing             | Honda        | 28   | +1:15.086 | 17      | 2     |

### Ritirati
| Nº | Pilota          | Squadra       | Motocicletta | Giri | Griglia |
| -- | --------------- | ------------- | ------------ | ---- | ------- |
| 33 | Marco Melandri  | Hayate Racing | Kawasaki     | 25   | 9       |
| 88 | Niccolò Canepa  | Pramac Racing | Ducati       | 23   | 13      |
| 46 | Valentino Rossi | Fiat Yamaha   | Yamaha       | 12   | 3       |

## Classe 250
La classe 250 corre per la prima volta, e contemporaneamente l'ultima, sul circuito di Indianapolis, in occasione della prima edizione del GP la gara non si era svolta a causa delle avverse condizioni atmosferiche e dall'edizione del 2010 la classe 250 viene sostituita dalla Moto2.
La gara viene vinta da Marco Simoncelli su Gilera davanti a Hiroshi Aoyama su Honda e Álvaro Bautista su Aprilia.

### Arrivati al traguardo
| Pos | Nº | Pilota            | Squadra                 | Motocicletta | Giri | Tempo     | Griglia | Punti |
| --- | -- | ----------------- | ----------------------- | ------------ | ---- | --------- | ------- | ----- |
| 1   | 58 | Marco Simoncelli  | Metis Gilera            | Gilera       | 26   | 45:43.599 | 3       | 25    |
| 2   | 4  | Hiroshi Aoyama    | Scot Racing             | Honda        | 26   | +1.943    | 2       | 20    |
| 3   | 19 | Álvaro Bautista   | Mapfre Aspar            | Aprilia      | 26   | +4.661    | 6       | 16    |
| 4   | 63 | Mike Di Meglio    | Mapfre Aspar            | Aprilia      | 26   | +12.776   | 1       | 13    |
| 5   | 15 | Roberto Locatelli | Metis Gilera            | Gilera       | 26   | +15.475   | 12      | 11    |
| 6   | 40 | Héctor Barberá    | Pepe World Team         | Aprilia      | 26   | +19.471   | 4       | 10    |
| 7   | 52 | Lukáš Pešek       | Auto Kelly - CP         | Aprilia      | 26   | +22.682   | 11      | 9     |
| 8   | 55 | Héctor Faubel     | Honda SAG               | Honda        | 26   | +32.809   | 10      | 8     |
| 9   | 12 | Thomas Lüthi      | Emmi - Caffe Latte      | Aprilia      | 26   | +49.321   | 14      | 7     |
| 10  | 17 | Karel Abraham     | Cardion AB Motoracing   | Aprilia      | 26   | +49.845   | 16      | 6     |
| 11  | 35 | Raffaele De Rosa  | Scot Racing             | Honda        | 26   | +53.567   | 15      | 5     |
| 12  | 25 | Alex Baldolini    | WTR San Marino          | Aprilia      | 26   | +1:29.717 | 13      | 4     |
| 13  | 53 | Valentin Debise   | CIP Moto - GP250        | Honda        | 26   | +1:37.837 | 17      | 3     |
| 14  | 7  | Axel Pons         | Pepe World Team         | Aprilia      | 26   | +1:46.672 | 18      | 2     |
| 15  | 56 | Vladimir Leonov   | Viessmann Kiefer Racing | Aprilia      | 26   | +1:46.821 | 21      | 1     |
| 16  | 11 | Balázs Németh     | Balatonring Team        | Aprilia      | 25   | +1 giro   | 20      |       |
| 17  | 10 | Imre Tóth         | Toth Aprilia            | Aprilia      | 25   | +1 giro   | 19      |       |
| 18  | 29 | Barrett Long      | Longevity Racing        | Yamaha       | 25   | +1 giro   | 25      |       |
| 19  | 30 | Adam Roberts      | Rat Racing              | Yamaha       | 25   | +1 giro   | 23      |       |

### Ritirati
| Nº | Pilota              | Squadra                     | Motocicletta | Giri | Griglia |
| -- | ------------------- | --------------------------- | ------------ | ---- | ------- |
| 14 | Ratthapark Wilairot | Thai Honda PTT SAG          | Honda        | 23   | 9       |
| 6  | Alex Debón          | Aeropuerto-Castello-Blusens | Aprilia      | 18   | 8       |
| 16 | Jules Cluzel        | Matteoni Racing             | Aprilia      | 7    | 5       |
| 75 | Mattia Pasini       | Toth Aprilia                | Aprilia      | 5    | 7       |
| 8  | Bastien Chesaux     | Racing Team Germany         | Honda        | 0    | 22      |

### Non qualificato
| Nº | Pilota         | Squadra          | Motocicletta |
| -- | -------------- | ---------------- | ------------ |
| 48 | Shōya Tomizawa | CIP Moto - GP250 | Honda        |

## Classe 125

### Arrivati al traguardo
| Pos | Nº | Pilota             | Squadra                 | Motocicletta | Giri | Tempo     | Griglia | Punti |
| --- | -- | ------------------ | ----------------------- | ------------ | ---- | --------- | ------- | ----- |
| 1   | 44 | Pol Espargaró      | Derbi Racing            | Derbi        | 23   | 42:07.925 | 4       | 25    |
| 2   | 38 | Bradley Smith      | Bancaja Aspar           | Aprilia      | 23   | +0.120    | 5       | 20    |
| 3   | 24 | Simone Corsi       | Fontana Racing          | Aprilia      | 23   | +0.448    | 6       | 16    |
| 4   | 18 | Nicolás Terol      | Jack & Jones Team       | Aprilia      | 23   | +1.613    | 3       | 13    |
| 5   | 60 | Julián Simón       | Bancaja Aspar           | Aprilia      | 23   | +1.801    | 1       | 11    |
| 6   | 93 | Marc Márquez       | Red Bull KTM Moto Sport | KTM          | 23   | +19.345   | 9       | 10    |
| 7   | 17 | Stefan Bradl       | Viessmann Kiefer Racing | Aprilia      | 23   | +19.358   | 15      | 9     |
| 8   | 6  | Joan Olivé         | Derbi Racing            | Derbi        | 23   | +25.611   | 10      | 8     |
| 9   | 73 | Takaaki Nakagami   | Ongetta Team I.S.P.A.   | Aprilia      | 23   | +29.240   | 19      | 7     |
| 10  | 77 | Dominique Aegerter | Ajo Interwetten         | Derbi        | 23   | +29.707   | 17      | 6     |
| 11  | 99 | Danny Webb         | Degraaf Grand Prix      | Aprilia      | 23   | +30.464   | 11      | 5     |
| 12  | 94 | Jonas Folger       | Ongetta Team I.S.P.A.   | Aprilia      | 23   | +44.460   | 21      | 4     |
| 13  | 39 | Luis Salom         | Jack & Jones Team       | Aprilia      | 23   | +44.549   | 20      | 3     |
| 14  | 71 | Tomoyoshi Koyama   | Loncin Racing           | Loncin       | 23   | +45.328   | 16      | 2     |
| 15  | 33 | Sergio Gadea       | Bancaja Aspar           | Aprilia      | 23   | +45.435   | 7       | 1     |
| 16  | 88 | Michael Ranseder   | CBC Corse               | Aprilia      | 23   | +45.479   | 14      |       |
| 17  | 8  | Lorenzo Zanetti    | Ongetta Team I.S.P.A.   | Aprilia      | 23   | +45.998   | 24      |       |
| 18  | 11 | Sandro Cortese     | Ajo Interwetten         | Derbi        | 23   | +53.791   | 2       |       |
| 19  | 16 | Cameron Beaubier   | Red Bull KTM Moto Sport | KTM          | 23   | +1:01.179 | 23      |       |
| 20  | 12 | Esteve Rabat       | Blusens Aprilia         | Aprilia      | 23   | +1:02.814 | 22      |       |
| 21  | 7  | Efrén Vázquez      | Derbi Racing            | Derbi        | 23   | +1:14.891 | 8       |       |
| 22  | 69 | Lukáš Šembera      | Matteoni Racing         | Aprilia      | 23   | +1:16.320 | 28      |       |
| 23  | 14 | Johann Zarco       | WTR San Marino          | Aprilia      | 23   | +1:31.218 | 13      |       |
| 24  | 87 | Luca Marconi       | CBC Corse               | Aprilia      | 23   | +1:31.569 | 27      |       |
| 25  | 10 | Luca Vitali        | CBC Corse               | Aprilia      | 23   | +1:51.274 | 31      |       |

### Ritirati
| Nº | Pilota             | Squadra               | Motocicletta | Giri | Griglia |
| -- | ------------------ | --------------------- | ------------ | ---- | ------- |
| 29 | Andrea Iannone     | Ongetta Team I.S.P.A. | Aprilia      | 20   | 12      |
| 35 | Randy Krummenacher | Degraaf Grand Prix    | Aprilia      | 17   | 25      |
| 45 | Scott Redding      | Blusens Aprilia       | Aprilia      | 11   | 26      |
| 5  | Alexis Masbou      | Loncin Racing         | Loncin       | 7    | 29      |
| 74 | Ben Young          | Veloce Racing         | Aprilia      | 3    | 32      |
| 32 | Lorenzo Savadori   | Fontana Racing        | Aprilia      | 3    | 18      |
| 75 | Miles Thornton     | Veloce Racing         | Aprilia      | 1    | 30      |